# Чаушян, Левон Александрович
Левон Александрович Чаушян (арм. Լևոն Ալեքսանդրի Չաուշյան; 10 мая 1946 — 17 февраля 2022) — армянский композитор. Заслуженный деятель искусств Республики Армения (2009).
Сын виолончелиста Александра Чаушяна, ученика К. А. Миньяр-Белоручева, участника заметного в Армении фортепианного трио с Георгием Сараджевым и Григорием Абаджяном, и пианистки-концертмейстера Шаке Закарян; по воспоминаниям композитора, предки их обоих были беженцами из Западной Армении. Учился в музыкальной школе у Сараджева (фортепиано) и Степана Джербашяна (композиция). Окончил Ереванскую государственную консерваторию по классам композиции (1969, класс Эдварда Мирзояна) и фортепиано (1970, класс Георгия Сараджева). С 1973 г. преподавал там же, с 2003 г. профессор. В 1979—1985 гг. секретарь Правления Союза композиторов Армении. Награждён медалью Мовсеса Хоренаци (2021).
Автор симфонии «Неизвестному солдату» (1984), двух симфонических поэм (1969, 1971), фортепианного (1964—1973) и скрипичного (1971) концертов, концерта для оркестра (1979), четырёх струнных квартетов (1980, 1983, 1988, 1994), инструментальных, вокальных и хоровых сочинений. Квартет № 3 записан Лидийским струнным квартетом (США), квартет № 4 — Квартетом имени Комитаса (1990).
Дети — пианистка Анаит Чаушян и виолончелист Александр Чаушян; по словам Анаит, отец оказал значительное влияние на её становление как музыканта, а во времена её учёбы специально для неё сочинял сонатины, благодаря работе над которыми она обрела творческую свободу и уверенность в себе.